# كونور فالون
كونور فالون (بالإنجليزية: Conor Fallon)‏ هو فنان أيرلندي، ولد في 30 يناير 1939 في دبلن في جمهورية أيرلندا، وتوفي في 3 أكتوبر 2007 في مقاطعة ويكلاو في جمهورية أيرلندا.